# Serra de Monnell
La Serra de Monnell és una serra situada al municipi de Gisclareny a la comarca del Berguedà, amb una elevació màxima de 1.553 metres.